# A New Beginning (spel)
A New Beginning är ett peka-klicka-äventyrsspel släppt till Windows den 8 oktober 2010 i Europa. Det utvecklades av det tyska företaget Daedalic Entertainment.
Spelet utspelar sig i ett postapokalyptiskt scenario, där jorden har blivit förstörd av naturkatastrofer. Grafiken i spelet är 2D.